# Distrikt Pampas (Tayacaja)
Der Distrikt Pampas liegt in der Provinz Tayacaja in der Region Huancavelica in Zentral-Peru. Der Distrikt hat eine Fläche von 74,6 km². Beim Zensus 2017 lebten 10.421 Einwohner im Distrikt. Die Distriktverwaltung befindet sich in der auf einer Höhe von 3276 m gelegene Provinzhauptstadt Pampas mit 7839 Einwohnern (Stand 2017). Pampas liegt etwa 50 km südöstlich der Großstadt Huancayo. Am 29. Mai 2016 wurde der neu gegründete Distrikt Santiago de Tucuma im Norden aus dem Distrikt Pampas herausgelöst.

## Geographische Lage
Der Distrikt Pampas liegt in der peruanischen Zentralkordillere im Nordosten der Provinz Tayacaja. Der Unterlauf des Río Mantaro fließt entlang der östlichen Distriktgrenze nach Norden.
Der Distrikt Pampas grenzt im Westen an den Distrikt Ahuaycha, im Norden an den Distrikt Santiago de Tucuma, im Nordosten an den Distrikt Daniel Hernández, im Südosten an den Distrikt Quichuas sowie im Süden an den Distrikt Acoria.

## Im Distrikt Pampas geboren
- Dida Aguirre García (* 1953), peruanische Dichterin, die auf Chanka-Quechua und Spanisch schreibt.